# Prosthaptus mowgli
Prosthaptus mowgli là một loài bọ cánh cứng trong họ Cantharidae. Loài này được Magis miêu tả khoa học năm 1958.